# 塔西河
塔西河是中华人民共和国新疆维吾尔自治区的一条河流，位于塔里木盆地，该河全长49千米，集水面积约664平方千米，年均径流量约为2.26亿立方米。根据石门子水文站测定，该河夏季富水期径流量占全年的69%，冬季枯水期径流量占全年的4.6%。